# ID-0
『ID-0』（アイディー・ゼロ）は、サンジゲン制作による日本のアニメ作品。テレビアニメシリーズとして、2017年4月から6月まで放送された。

## 概要
バンダイビジュアルと世界コスプレサミットの共同プロデュースによるオリジナルアニメ作品として2016年に制作が発表され、2017年2月19日に同年4月から放送のテレビシリーズであることが発表された。
監督に谷口悟朗、メインライターには黒田洋介を起用。両者が共同で新作アニメを手掛けるのは、2001年制作の『スクライド』以来約16年ぶりとなる。アイキャッチの際に流れるタイトルコールは、生前の田中一成のライブラリである。
アフレコは放送開始前に終了している。
キャッチコピーは「全ての記憶-メモリー-は、Iマシンとともにある── There are all memories with the 'I Machine'」。
本放送時には、本編終了後にその回の本編にちなんだクイズ形式のBD / DVDのCMが流され、YouTubeでも配信される（詳細は#ぷちアニメを参照）。

## ストーリー
オリハルトと呼ばれる特殊な鉱石の発見により、技術革新で人類が飛躍的な進歩を遂げた世界。人々の居住域は太陽系を超え、宇宙各地に広がっていた。また、人間の意識を転送して操縦するIマシンという人型ロボットが開発されて、民間・軍事用を問わずにその利用が進んでいた。
ある日、白鳥座アルビレオ二重連星を訪れていた惑星連盟アカデミーの学生・ミクリ・マヤは、Iマシンを使ったオリハルトの採掘作業中の事故に巻き込まれたうえに教授たちに見捨てられ、置き去りにされてしまう。まもなく、その場に現れたオリハルトの民間採掘業者「エスカベイト社」と名乗る者たちにより、マヤは彼らの母船「ストゥルティー号」に救助されて九死に一生を得るが、自分が不正取引の容疑で指名手配されていることを知り、社長のグレイマンの誘いに仕方なく応じてエスカベイト社で働くこととなる。
その後、エスカベイト社が採掘したオリハルト内から謎の少女・アリスが現れるが、何者かに狙われていた彼女を守りながら宇宙を駆ける中、アリスと接する一員にして肉体を持たないエバートランサー・イドの記憶が明らかとなっていく。

## 登場人物

### 主要人物
公式の並びとエンディングクレジットに準拠。アリスのみ公式サイトのキャスト一覧に準拠。
イド
声 - 興津和幸
本作のヒーロー。社員の1人で、エバートランサー。オリハルトの採掘・入手にこだわっている。戦闘と採掘ではビームクナイを使う。腕にジュール熱を発生させる事も出来る。他の面々と違い固有IDが存在せず、惑星連盟軍の調査でも素性は不明。本人も昔の記憶（メモリー）を持っていないことから、グレイマンにイド (ID-0) と名付けられた。7年前以前の記憶がなく、記録から20年以上も流刑船にIマシンのまま収監されており、ある際に宇宙を漂っていたIマシン（現在の体）に意識が移り、その後に身元不明でも働けるエスカベイト社に雇われた。
第9話にて、彼の正体はケイン自身であり、アダムスが使用していた身体がケインの身体のクローンであったことが判明した。アダムスによって昔の記憶を取り戻し、戦闘で彼のIマシンを撃破するが、生身の肉体に戻った時に背後から彼に撃たれ重傷となる。自分があくまでイドであることを自覚し、クローン体を捨て、改めて自らをIマシンに転送する。
ミクリ・マヤ
声 - 津田美波
本作のヒロイン。惑星連盟アカデミーの女学生。宇宙地質学科の主席になるなど優秀だが、少し気弱で流されやすい。オリハルト採掘中の事故で置き去りにされ、エスカベイト社に拾われる。キンズバーグの企てで指名手配の身となり、お金を稼ぐという点からもエスカベイト社で正社員として働くことになる。優れた観測の知識と、いざというときの思い切りの良さがある（イドから「イカれている」と言わしめるほど）。そのため、グレイマンたちからも徐々に認められるようになっていく。部屋では下着姿で過ごし、また人前に出ても恥ずかしがらない。これはマシンが普及した社会のため、男女の性差の意識が変わり羞恥心がなくなっているからである。一連の解決後冤罪は晴れ復学する。
リック・エイヤー
声 - 松風雅也
社員の1人で、エバートランサー。明るく陽気な性格で、チームのムードメーカー的存在。元の素性は事故に遭って全身不随となったトップレーサーであり、アステロイドスピードで3連勝した成績を持つ。アマンザの生身の姿に一目惚れし、たびたびアプローチしているが、相手にされていない。元の肉体はレース事故の際に脳死と判断されて即座に分解されており、現在のリックはマシン内に残っていた意識データのコピー（バックアップデータ）である。そのため、厳密には本人でないことへの自覚から、拡張空間でのアバターも本人の姿ではなくIマシンの姿にしている。
カーラ・ミラ＝フォーデン
声 - 大原さやか
社員の1人で、エバートランサー。情報調査や営業管理を担当する女性。アバターは短髪の美人。元の素性は宇宙資源マーケットのファンドマネージャー。普段はクールに振る舞うが、肉体年齢を明かしていないこともあり、それについて茶化されると手を出したり、激怒する。ファンドマネージャー当時である10年前は自分を過信しており、その後にエスカベイト社に加わろうとした時も傲慢な態度をグレイマンに叱咤され、後に自己嫌悪に陥った。後に10年前のオリハルト掘削事故の際に行方不明となっていた自分の肉体をアダムスに交渉材料として使われ、エスカベイト社を裏切る。だが、アダムスの振る舞いを見て思いを改めて復帰し、Iマシンは破壊されたものの自らの体も取り戻すことに成功する。一連の事件解決後にMTインダストリのCEOに就任。
グレイマン / ジェイク・ホウジョウ
声 - 小山力也
本名は「ジェイク・ホウジョウ」。エスカベイト社の社長で、エバートランサー。ストゥルティー号の船長。アバターは筋肉質の男。惑星連盟軍の元退役大佐で、最新鋭艦と大勢の部下を失った過去を持つ。社長という立場から時には厳しい判断を下し、マヤにもきつく当たったりするが、本心では彼女に気を遣っている。
クレア・ホウジョウ
声 - 金元寿子
社員の1人。グレイマンの娘で、オペレーター。眼鏡を掛けている。エバートランサーではないため、社内では常に人間の肉体でいる。マヤとは同性で同じ年頃ということからも、仲が良い。
ファルザ
声 - 小澤亜李
社員の1人で、エバートランサー。元の素性は鯨座の絶滅危惧種の「ルーザー」という野生動物。人間に近い精神構造をもち、定期的に雌雄が入れ替わる生物種。ファルザは「一応、女の子」である。特定のパートナーに愛着を示し、パートナーに近づく個体には嫌悪の感情を見せる。
イドやリックたちの言葉を理解しており、採掘作業も手伝うほどの高い知能を持つ。それゆえか新参者のマヤからは「さん」付けで呼ばれている。特にイドに懐いているが、リックが触れようとすると威嚇する（後に和解）。元々はケインの使っていた実験動物第4号。実験体時の名称は「Fa-Loser」。その事実をイドの口から告げられた際は混乱するような仕草を見せたが、イドに対する親愛は変わらなかった。
アマンザ・ボルチコワ
声 - 皆川純子
惑星連盟軍第12派遣艦隊海兵連隊第8強攻偵察中隊中隊長。階級は中尉。オリハルトを違法採掘していたフジマ組を摘発した後、エスカベイト社の面々を拘束するが、ミゲルジャンプに巻き込まれて自身だけがストゥルティー号に取り残される。
脱出を試みるも、窮地に瀕したエスカベイト社の面々との共闘で彼らの人となりに触れたことから、マヤの罪状やイドのエバートランスの経緯に不審を抱く。まもなく、軍では自分が脱走兵扱いとなっていることを知り、完全に軍から離反してグレイマンたちに協力するようになったうえ、当初は軽蔑していたリックの素性を知って以降、彼とも普通に会話し特別な関係になっていく。一連の解決後に除隊し、エスカベイト社の社員となる。
アリス
声 - 上田麗奈
ネコミミと尻尾を付けた女の子。第2話で採掘した新天体のオリハルト内から現れる。笑うだけで言葉は喋れないものの、肉体は微量のケイ素を含むことを除けば、人間の4歳児相当。移動天体に追われている。当初はエスカベイト社内で「オーア（ore, 「鉱石」を意味する）」と仮に名付けられていたが、イドの記憶から「アリス」と呼ばれていたことが判明する。
生前はジェニファー・レコードの娘であり、ケインによってオリリアンとなり意識はラジーブの中に転移していた。そしてアリスの身体で現れた少女はジェニファーの意識がオリハルトに転移したものであった。

### その他の人物
ケイン・アリスガワ
声 - 緑川光
Iマシンの開発者。MTラボラトリーCEO。連盟歴39年生まれで、現在の年齢は50になる。
広く支持される表の顔とは裏腹に裏の顔は冷酷であり、自分の研究のためにアリスをも利用する。ケインの本性を知って激高したアダムスにより、意識をIマシン最初期型に転送されて流刑船に送られる。意識が安全でない状態で転送されたため目覚めた時記憶を失い現在のイドになる。しかし自分がマインドトランスの事故に陥ることに備えてアダムスとジェニファーには極秘に自分の意識を回収するIマシン(イド機)を用意していたため、ケインを探しだしたイド機に意識が回収される。
一見冷酷に見える彼の性格は、エリートゆえの幼少からの教育環境による自我の未発達が原因とジェニファーは分析しており、本人としては気を使っているが他人には理解されにくい（例えばファルザに対しては種の存続が限界に達しており、このまま滅亡するよりはエバートランスしてでも生き残ったほうが良いのではないかと判断していた）。
仮面の男 / アダムス・フォルテ・シュヴァリエ
声 - 子安武人
金色のマスクを付けた男性。裏から惑星連盟軍を動かしたり、エスカベイト社の面々を監視下に置くなど暗躍する。
最新鋭の小型MTシステムであるマスクで本来の肉体からケインのクローンの肉体へ意識を移している。カーラの肉体を盾にして彼女を裏切らせ、自分のもとへやって来たイドと対峙する。そして過去の記憶を失っていたイドを自分が使っていたケインのクローンの肉体（3代目）に転送、記憶を一部思い出させることに成功するも、逆にイドがIマシンに戻ってきたことで対決し敗北するが自分はバックアップの本当の肉体へ戻っておりIマシンから生身に戻っていたケイン（イド）を背後から銃撃しアリスを奪取、自身が20年前に考案した作戦を決行し、白眉を見限り生身の肉体を捨てマインドトランスを行いエバートランサーとなる。
作戦は成功したかに見えたがイドの推測の通りラジーブに対処方法を学習されてしまい作戦は失敗、単身自身の元へ来たイドと決戦を行う。
彼の正体はケインの同僚開発者であり、元のケインの行動・思想に嫌悪感を抱き、彼の意識をIマシンへと転送させて流刑船に隔離し、自らはケインの名前と肉体（3代目）を利用して現在の地位を築き、移動天体ラジーブの対処法を模索していた。最終的にラジーブへ意識を転移させて停止させる、という結論にたどり着く。
数十年もケインとして生きてきたため、自分が誰なのかわからくなっている部分もあったが、最後は自分を取り戻した。ラジーブの中でイドと対峙した際に「ケイン」はもう存在しないという事実を受け入れ、イドとの別れ際には「まだ話が彼に」と言葉を残し、ラジーブとともに消え去った。
アダムスは同性が好きであり、ケインに対して愛情を持っていた。アダムスを演じた子安は、この設定をふまえて芝居に「ちょっと女性らしい絡み方」を取り入れている。

ジェニファー・レコード
声 - 井上喜久子
ケインとアダムスの同僚開発者の女性。現在は行方不明。病気を患っていた娘のアリスの治療をケインに頼み込むが、彼女がオリハルトによって行方不明となり、精神的ショックで入院する。その後は1年後にオリハルトへマインドトランスして、アリスの姿となる。
白眉 有楽翁（はくび うらくおう）
声 - 麦人
フィクサーの老人。アダムスの協力者で、能舞台のような場所におり、左目が黒い。アダムスをケインの身代わりとして保証した人物。
アダムスに離反されたことで発作を起こし、少年のクローン体に意識を移す。クローンに移るたびに記憶などが38%減り、声帯のように即座に老化が始まるところもあり、外見以外はメリットがないとして本来はクローンに移ることを嫌がっていた。アダムスの暴走により不老不死の道を断念した。
奇蝶（きちょう）
声 - 小山茉美
少女のクローン体の身体で現れた、有楽翁と何らかの繋がりがある女性。
サム・テイラー
声 - 千葉一伸
条約順守機構保障処置委員会第3査察グループ統括官。表向きはエスカベイト社に親しげに交渉しつつ、アリスを拉致しようと動く。イドについて何らかの情報を知っていたが、ミゲルジャンプ中に新天体の攻撃で脱出シャトルごと潰されて圧死する。後に明らかとなった正体はケインのクローンの1人で、外見も94%は彼と同一である。
チェチリア・ギニー
声 - 勝生真沙子
惑星連盟軍提督。アナイ参謀（声 - 渡辺明乃）と一緒にラジーブ攻略戦に参加し、艦隊を指揮する。アダムス退場後はエスカベイト社と交渉し、彼らの作戦計画を承認する。人類の未来を託すとストゥルティー号を送り出した。
アットミー・キンズバーグ
声 - 宝亀克寿
アカデミーの教授で、宇宙地質学の権威。マヤと助手のロマノフ（声 - 羽多野渉）を連れて小惑星の掘削調査を行っていた。穏やかそうな顔をしながらも、本質は冷酷非情。事故に巻き込まれたマヤを即座に見捨てて小惑星から脱出する。オリハルトの情報をフジマ組に横流ししたうえ、後にその罪を彼女になすりつける。

## 登場兵器

### Iマシン

#### 汎用型
最初期型
ケインが開発したIマシンの基礎となる機体。楕円形の頭部と骨格のような胴体を持つ。カラーリングはさまざま。
鉱石採掘用
フジマ組で使用されているIマシン。頭部はヘルメットタイプを採用。胸部周辺に視覚認識用ライトを6本装備する。
アカデミー用
フィールドワークを主目的とする汎用型。研究者や学生用にバランスが重視されている。マヤが操縦する機体のカラーリングはオレンジ系統。
軍用
惑星連盟軍正式採用軍用Iマシン。高運動性を重視し、対物理衝撃用の追加装甲が施されており、武装としてライフルを所持する。カラーリングは一般機が白系統、隊長機であるアマンザ機は紫系統。

#### カスタム機
イド機
イド専用機。首の赤いマフラーが特徴。カラーリングは青系統。腰部にビームクナイを内蔵。腕部はエネルギーを集中させることによりジュール熱を発生させ、岩盤などを流体化・気化させる。ケインが万が一マインドトランスが失敗した時、自分の意識を回収する保険として、極秘に制作されていた機体である。
リック機
リック専用機。スピード重視のカスタマイズがされており、高速移動形態への変形機構を持つ。カラーリングは赤系統。
カーラ機
カーラ専用機。女性的なフォルムの機体。カラーリングは薄紫系統。情報収集に特化したチューニングで、各種センサーや通信装置、拡張推論機能を搭載し、機密情報のハッキングもできる。専用Iマシン大破後は、予備機として汎用型Iマシンを使用、こちらも大破している。
グレイマン機
グレイマン専用機。軍用ベースにカスタマイズされ、上腕部に4本のサブアームを搭載（6本のアームの同時使用も可能）。カラーリングは緑系統。
ファルザ機
ファルザ専用機。ドーム状の頭部に四足歩行する特注ワンオフ機。カラーリングはピンク系統。
アダムス機
アダムス専用機。騎士（西洋甲冑）風の機体で、戦闘時は顔部分がヘルム状のパーツで覆われる。武装としてビームを放つ杖を持つ。カラーリングは金色系統。

### 艦船
ストゥルティー号
エスカベイト社の掘削作業専用航宙船で、社屋そのもの。4本の巨大アームから傘状に広がるバンパーを展開可能。
航宙艦マリトー
惑星連盟軍のインターステラシップ。ストゥルティー号よりはるかに巨大。同型艦が何隻も就役している。

### その他のメカニック
まっつん
ストゥルティー号に搭載されている大型掘削機。操縦を担当する者がバイクのように座って動かし、目的地へ移動する。
自動整備マシン
ストゥルティー号で運用されている正立方体型の自動整備マシン。人間サイズの機体内に、触手のようなコードを収納している。Iマシンとしての機能も備えているが、記憶容量が少ないことから完全なマインドトランスはできない。第5話では素粒子サイズと化してストゥルティー号内へ侵入した衛星の一部による危機に際し、イドたちが自動整備マシンに1/5だけマインドトランスを行なうことで、マヤたちのもとへ駆けつけている。
バイク型シャトル
ストゥルティー号で運用されているアメリカンバイク風のIマシン用シャトル。

## 用語

### 組織・企業
惑星連盟
宇宙に進出した人類が住む惑星群による国家・政府機構。惑星連盟軍や惑星連盟アカデミーなどが存在する。
惑星連盟軍
惑星連盟における軍事組織。軍用Iマシンや巨大な航宙艦などを配備し、治安維持にあたっている。
オブザーバー
惑星連盟軍とは異なる独立機関である条約順守機構。組織独自のIマシンや航宙艦を所有する。
エスカベイト社
ストゥルティー号を母船として海賊紛いの作業もいとわない、オリハルト鉱石専門の掘削業者。クレアを除く全員が、人間の体を持たないエバートランサーである。グレイマンは自分たちを「エスカベイター」と呼称している。

### 技術・兵器
Iマシン
正式名、ヒト意識制御型作業プラットフォーム。人間の意識データを転送させ、人体のように動作する全高約18メートル前後の人型作業マシン。非武装の作業機や惑星連盟軍が運用している軍用機など、種類は多岐にわたる。
デザイナーの海老川兼武によれば、通常のロボットアニメなら主役機からデザインするものであるが、本作では最初に汎用のIマシンをデザインしてから、他の機体をデザインしているという。
MTシステム（マインドトランスシステム）
声 - 木村珠莉（システム音声）
オリハルトを利用し、人間の意識データをIマシンのアーカイブに転送させるシステム。意識データとリンクしたIマシンの機体反応は、通常肉体時と同等になる。Iマシンを失っても、事前に取られたバックアップからの「マインドリロード」が行なわれるため、意識データを消失することはなく肉体へ復帰でき、生命維持システムも不要となる。
ミゲルジャンプ
オリハルトを使用した任意空間に移動する超光速航行技術（いわゆるワープに相当）。19万光年を36秒で転移可能。強制ミゲルアウト（ミゲルライン内でのミゲルアウト）は危険であり、空間情報システムにエラーを生じさせる。
拡張空間
アバターを使用するバーチャル空間。データ次第でさまざまな光景を投影できる。通常、アバターは本人の肉体の姿であるが、Iマシンの姿にしている者もいる。
TTS
オリハルト転移弾頭のこと。オリハルトを対象に用いることで強制的に転移させる兵器。転移先を太陽や高重力源などの付近に設定すれば対象はそれらによる破壊から逃れられないため、きわめて高い戦果を得られるが、オリハルトそのものを用いることから費用もきわめて高い。
ラジーブ攻略戦にはインピット弾／アウトピット弾を使用したが効果がなかった。
天体光学戦術システム
通称AE-TAC。アダムスがラジーブ攻略戦に投入した切り札。高エネルギープラズマジェットを転移利用したプラズマ掘削兵器「相対論的ジェット転移機構」を使用する。表向きには植民惑星の反乱鎮圧のための兵器として開発されていた。

### その他の用語
オリハルト
特異空間を介して時空転移を実現させる物質。解明されていない未知の部分が多いものの、生活に用いることが出来るなど分かりやすい実用性を秘めていることから人類が宇宙全域に進出する社会的基盤ネットワーク「ミゲルネット」に必要不可欠なものになっている。超光速移動法を可能にする恒常領域の「ミゲルライン（位相幾何学的特異空間）」と宇宙をつなぐ性質を持つが、空間変動現象「ミゲルストーム」を起こす危険性もある。
エバートランサー
肉体を捨て、意識データを完全にIマシンに移した者。そのため、Iマシンを破棄してマインドリロードすることはできず、Iマシンの全壊は死を意味する。エバートランス（エバートランサーになること）は惑星連盟法では重犯罪行為であり、生命倫理的にもタブーとされている。
移動天体ラジーブ
アリスを捕獲しようと追跡する謎の天体。アダムスや白眉有楽翁には「天津甕星（あまつみかぼし）」と呼称される。オリハルトに酷似する未知の結晶体が含まれており、結晶体（小岩石群など）や粒子群を制御している。未知の文明が作ったオリハルトの回収装置だと推測されているが、世間には公表されていない。
アダムスや実際に接触する前のイドが知らなかった事であるが学習能力を持ち置かれた状況下にウィルスに対するワクチンのような対応を行い同じ対処方法を無効化する。
オリリアン
ケインが提唱していた仮説。試作段階のMTシステムを病気であったジェニファーの娘のアリスに使用した結果としてオリハルトに彼女の意識が移り、再構築された彼女は単独でミゲルジャンプし、行方不明となった。この実験は当初事故と思われていたが、後にケイン自身がそうなるよう仕組んでいたことが判明した。

## 製作

### 企画
『ID-0』は、テレビ放送の5年ほど前から企画される。世界コスプレサミット（WCS）の代表で本作のプロデューサーの小栗徳丸が監督の谷口悟朗と幼なじみであり、「一緒にアニメを作りたい」という思いから始まった。WCS社は愛知県名古屋市の会社のため、当初は「愛知出身者だけでアニメを作れないか」と提案する。ハードルが高すぎると思った谷口だったが、次に「東海地方では」と問われたときに三重県出身の脚本家黒田洋介が思い浮かぶ。16年前にコンビを組んだテレビアニメ作品『スクライド』の頃とはお互いに立場が異なり、また年齢による考え方の変化もあり、再び組むことで「今のポジションから一つの答えを出すのもいいんじゃないか」と黒田を起用した。黒田には「ロボットもの、ターゲット層は年齢高め、大人の鑑賞に堪えうる作品」とオーダーした。
アニメーション制作は、ロボットアニメならばCGが生かせると考え、テレビアニメ『蒼き鋼のアルペジオ』を手がけたサンジゲンに決定する。サンジゲンの制作システムを見た谷口は、これならば自分でもテレビシリーズができると判断した。

### キャラクター造形
本作ではロボットはキャラクターであり、「大きい人間がいるぐらいの気持ち」でシナリオが書かれている。そのため、メカニックデザインではなく、メカニックキャラクターデザインとして海老川兼武をクレジットしている。海老川にはロボットの「脊髄や骨格が人間と同じ」というデザインを発注した。
世界配信が前提にあったことから、各国にもわかりやすい「無口」や「お調子者」といった個性をキャラクターにつけている。世界で理解されやすいのは受動的ではなく能動的なキャラクターであり、戦いを悩まず、アグレッシブであることが必要だった。谷口も黒田も「そりゃ殴りにいくよね」というタイプのため、登場人物を能動的にさせることに迷いはなかったという。日本だけがターゲットだったならば、物語も違ったものとなり、「ロボットは兵器寄りに作らざるを得なくなっていた」と述べている。
日本の視聴者を取り込むためには単独ヒーローでは難しい部分もあると判断し、イドのヒーロー像に加えてエスカベイト社の社員が活躍するチームものになった。モデルは『特攻野郎Aチーム』や『サンダーバード』である。当初は「オッサンだらけ」で女性キャラクターは必要ないといった意気込みで臨んでいたが、バンダイビジュアルのチーフプロデューサーである湯川淳からキャラクターの若返りと女性キャラクターについて指摘が入った。

## スタッフ
- 監督 - 谷口悟朗[5]
- シリーズ構成・脚本 - 黒田洋介[5]
- アニメーションキャラクター原案 - 村田蓮爾[5]
- アニメーションキャラクターデザイン - 加藤裕美[5]
- メカニックキャラクターデザイン - 海老川兼武[5]
- メカニックデザイン - 片貝文洋、高倉武史、柳瀬敬之[5]
- リサーチャー - 白土晴一[5]
- プロップデザイン - 岩永悦宜[5]
- 3DCGスーパーバイザー - 今義和[5]
- モデリングディレクター - 平井和希、武内泰久[5]
- リギングディレクター - 四本大介[5]
- アニメーションディレクター - 志賀健太郎、西野弘泰、三村厚史、中村基樹[5]
- 美術監督 - 金子雄司[5]
- 美術設定 - 平澤晃弘、岩熊茜[5]
- 色彩設計 - 柴田亜紀子、北川順子[5]
- 撮影監督 - 奥村大輔[5]
- 編集 - 長谷川舞[5]
- 音響監督 - 明田川仁[5]
- 音楽 - 服部隆之[5]
- 音楽制作 - ランティス[5]
- 音楽プロデューサー - 関根陽一、佐藤純之介
- チーフプロデューサー - 小栗徳丸、湯川淳、吉江輝成、平澤直
- プロデューサー - 西小路啓文、杉本敏和、関根陽一
- アニメーションプロデューサー - カルキラジーブ
- アニメーション制作 - サンジゲン[5]
- プロデュース - 世界コスプレサミット[5]
- 製作 - ID-0 Project（WCS、バンダイビジュアル、ランティス、ウルトラスーパーピクチャーズ）

## 主題歌
「ID-0」
佐咲紗花によるオープニングテーマ。作詞は佐咲紗花、作曲・編曲はAstroNoteS。
「Stellar Compass」
影山ヒロノブによるエンディングテーマ。作詞は影山ヒロノブ・Serena Lee、作曲は影山ヒロノブ・服部隆之、編曲は服部隆之。
「ソーラン節」
佐咲紗花による第1話・第12話特報楽曲。

## 各話リスト
| 話数      | サブタイトル                | 絵コンテ        | 演出         | 2D作画監督          |
| --------- | --------------------------- | --------------- | ------------ | ------------------- |
| DIG 01    | 魂魄遷移 MIND TRANCE        | 谷口悟朗        | のがみかずお | 茶之原拓也          |
| DIG 02    | 時空結節 FORMLESS MINERALS  | 須永司          | 久保田雄大   | 茶之原拓也          |
| DIG 03    | 空漠回廊 MIGUEL LINE        | 須永司          | 松下周平     | 茶之原拓也          |
| DIG 04    | 転移奇襲 SINGULAR TACTICS   | 須永司          | のがみかずお | 茶之原拓也          |
| DIG 05    | 結晶幼女 ORE WITH FREE WILL | 林直孝          | 林直孝       | 茶之原拓也          |
| DIG 06    | 世界攪乱 THE OBSERVER       | 大橋誉志光      | 平井義通     | -                   |
| DIG 07    | 生存宙域 OVERSTEPPING       | 須永司          | 久保田雄大   | 茶之原拓也          |
| DIG 08    | 荷電噴流 CRACKING THE FLAIR | 須永司          | 松下周平     | 菅野千愛            |
| DIG 09    | 真誠探求 SEEKING THE TRUTH  | 林直孝          | 林直孝       | 茶之原拓也          |
| DIG 10    | 縮退履歴 COMPRESSED SIN     | 須永司          | 金子祥之     | 菅野千愛            |
| DIG 11    | 無垢軌道 INNOCENT ORBIT     | 須永司          | のがみかずお | 茶之原拓也 菅野千愛 |
| BRIDGE 12 | 実存人格 STILL HERE         | 須永司 谷口悟朗 | 久保田雄大   | 茶之原拓也 菅野千愛 |

## 放送局
| 放送期間                | 放送時間                     | 放送局     | 対象地域 | 備考                  |
| ----------------------- | ---------------------------- | ---------- | -------- | --------------------- |
| 2017年4月9日 - 6月25日  | 日曜 23:00 - 23:30           | TOKYO MX   | 東京都   |                       |
|                         | 日曜 23:30 - 月曜 0:00       | KBS京都    | 京都府   |                       |
| 2017年4月10日 - 6月26日 | 月曜 1:00 - 1:30（日曜深夜） | サンテレビ | 兵庫県   |                       |
| 2017年4月12日 - 6月28日 | 水曜 0:30 - 1:00（火曜深夜） | BS11       | 日本全域 | BS放送 / 『ANIME+』枠 |

| 配信期間                  | 配信時間         | 配信サイト |
| ------------------------- | ---------------- | ---------- |
| 2017年4月9日 - 配信継続中 | 日曜 23：00 更新 | Netflix    |

## BD / DVD
2017年8月29日にBlu-ray BOX特装限定版 (BCXA-1250) およびDVD-BOX特装限定版 (BCBA-4841) が発売された。Blu-ray BOX限定で、全話オーディオコメンタリー・ファルザの日本語翻訳音声を収録。

## 公式ノベライズ
菅浩江による公式ノベライズが決定しており、ハヤカワ文庫JAより全2巻、2017年6月、7月の2か月連続で刊行された。
1. 『ID-0 I Cognosce te ipsum. ――汝自身を知れ』（2017年6月22日発売、早川書房、ISBN 978-4150312824）
2. 『ID-0 II Vive hodie. ――今日生きよ』（2017年7月20日発売、早川書房、ISBN 978-4150312831）

## ぷちアニメ
ぷちアニメ劇場『クイズ!! ID-0』はYouTubeで配信のミニアニメ。監督・演出・脚本は芦名みのる、ぷちキャラクター原案はCHANxCO、ぷちキャラクターデザイン・作画監督はたけはらみのる、作画はたけはらみのる&みやひこ、アニメーション制作はスタジオぷYUKAIが担当。通常放送でも本編終了後にCM枠で放送される。
| 問数        | 問題文 | 配信日        |
| ----------- | --- | ------------- |
| 第一問      | エスカベイト社が探し求める 赤い鉱石は何ハルト？                                                            | 2017年 4月9日 |
| 第二問      | オリハルトを活用した人の意識を移し、 ロボットを操縦する技術、M・T・S。 これは何の略称でしょうか？          | 4月16日       |
| 第三問      | マインドトランス・システム利用後に元の身体を失い、 Iマシンに意識を移したままの存在のことをエバー何と呼ぶ？ | 4月23日       |
| 第四問      | 意識や感覚を移すことが出来る 身長約18mのロボットの総称は何？                                               | 4月30日       |
| 第五問      | オリハルトを利用した ワープ的移動手段は？                                                                  | 5月7日        |
| 第六問      | 敵軍の中心にオリハルトを発射し 周辺を強制的にミゲル・ジャンプさせて 敵を一掃する弾頭を何と呼ぶ？           | 5月14日       |
| 第七問      | 私たちをピンチに陥れる 逃げても逃げてもおいかけてくるものは？                                              | 5月21日       |
| 第七問その2 | 私たちをピンチに陥れる 逃げても逃げてもおいかけてくるものは？                                              | 5月28日       |
| 第八問      | この男の仮面の形は？                                                                                       | 6月4日        |
| 第九問      | イドの本名は？                                                                                             | 6月11日       |
| 第十問      | オリハルトに人格を移したものの 総称をなんという？                                                          | 6月18日       |
| 最終問題    | ファルザはいったい何者？                                                                                   | 6月25日       |

## Web番組
『今こそ語ろう！『ID-0』』は、2017年7月4日から8月22日までニコニコ生放送にて毎週火曜に配信された番組。全7回。ネットフリックスの映像をスタッフがコメンタリーしていく形式で、制作エピソードを語る。メインMCは真鍋義朗、アシスタントは志賀健太郎。ゲストは今義和、石田竜介、保住昇汰。